# Luc Sels
Luc Sels (Merksem, 1967) es sociólogo y profesor universitario belga. Especialista en Economía del trabajo en la KU Leuven, desde el 9 de mayo de 2017 es rector de la KU Leuven. Ganó por unas decenas de votos al otro candidato, el profesor Rik Torfs.
Sels era decano de la Facultad de Economía desde 2008. Es doctor en Economía por la Facultad de Ciencias sociales  de la KU Leuven desde 1996 y profesora ordinario desde 2004.